# بيتي بلو
بيتي بلو (بالإنجليزية: Betty Blue)‏ هي عارضة وممثلة أمريكية، ولدت في 14 أغسطس 1931 في ويست ممفيس في الولايات المتحدة، وتوفيت في 23 أغسطس 2000.

## وصلات خارجية
- بيتي بلو على موقع IMDb (الإنجليزية)